# Pedro sin cola
Pedro sin cola (Pelle Svanslös en V.O.) es una película de animación sueca de 1981 basada en la serie literaria infantil homónima de Gösta Knutsson.

## Argumento
Pedro Sin Cola (o Pelle Svanslös en su idioma original) (Mats Åhlfeldt) es un gato que como su nombre indica, no tiene rabo. Nacido en una casa de campo de Suecia, su dueño atraviesa dificultades económicas y se ve forzado a deshacerse de él. Incapaz de sacrificarlo, decide esconderlo dentro del coche de una familia que había alquilado una casa para pasar el verano cerca de su granja. Una vez la familia regresa a Uppsala, encuentran a Pedro y deciden adoptarlo. Pronto, el felino de campo empieza a ser el centro de atención de todos los gatos de la ciudad, en especial Mike (Elake Måns) (Ernst-Hugo Järegård), el cual no ve con buenos ojos su llegada.

## Reparto
* Los personajes aparecen listados con su nombre en V.O.
- Mats Åhlfeldt es Pelle Svanslös
- Ewa Fröling es Maja Gräddnos
- Ernst-Hugo Järegård es Elake Måns
- Carl Billquist es Bill
- Björn Gustafson es Bull
- Wallis Grahn es Gammel-Maja i domkyrkotornet
- Lena-Pia Bernhardsson es Gullan från Arkadien
- Charlie Elvegård es Laban från Observatorielunden/En råtta
- Åke Lagergren es Murre från Skogstibble/Kalle Huggorm
- Nils Eklund es Rickard från Rickomberga
- Jan Sjödin es Fritz
- Gunilla Norling es Frida
- Eddie Axberg es Den tjocka råttan
- Gunnar Ernblad es Kråkan
- Kajsa Bratt es Birgitta
- Niklas Rygert es Olle
- Helena Brodin es Mamma
- Axel Düberg es Pappa
- Sture Hovstadius es Ladugårdsförmannen